# Политический кризис в Республике Корея (2024)
3 декабря 2024 года в 22:27 по корейскому времени президент Республики Корея Юн Сок Ёль объявил военное положение во время телевизионного вечернего обращения, в котором он обвинил главную оппозиционную «Демократическую партию» в симпатиях к КНДР и проведении «антигосударственных сил».
4 декабря 2024 года шесть оппозиционных партий представили в Национальное собрание законопроект об импичменте президенту Республики Корея Юн Сок Ёлю после объявления им военного положения днём ранее. Национальное собрание проголосовало по законопроекту 7 декабря, однако из-за отсутствия кворума решение не было принято. По результатам второго голосования 14 декабря президенту объявлен импичмент.

## Военное положение

### События 3 декабря
В 17:00 (по корейскому времени) подразделения спецназа под командованием специального назначения армии Республики Корея, включая 707-ю группу специального назначения и 13-ю бригаду специального назначения, получили приказ подготовиться к действиям в изолированной местности. 707-й стрелковый пулемётный полк получил сообщение о необходимости подготовиться к проведению реальной операции с использованием вертолёта, а развёртывание будет осуществляться по приказу министра обороны. В качестве оправдания использовалось следующее: «Ситуация, связанная с Северной Кореей, серьёзная». Военный чиновник на условиях анонимности сообщил, что в то время не было никаких перемещений со стороны северокорейских военных, на которые обучены реагировать подразделения спецназа.
Сообщалось, что в 18:20 комиссар национальной полиции Чо Джи Хо получил приказ из президентской канцелярии «быть в режиме ожидания». На последующем расследовании комитета Национального собрания 5 декабря комиссар Чо заявил, что не знал о плане военного положения до его объявления. Однако, как показало расследование, около 19 часов вечера состоялась встреча комиссара полиции Чо Чжи Хо и начальника столичной полиции Ким Бон Сика с президентом Юном и министром обороны Ким Ён Хёном. В ходе встречи, которая проходила в конспиративной квартире в центре Сеула, им был вручён документ, в котором были перечислены ключевые места, включая Национальное собрание, которые потребуют контроля после введения военного положения.
В 22:17, по данным МВД, началось заседание Кабинета министров, которое продлилось всего 5 минут. По словам премьер-министра Хан Док Су, никто не согласился с идеей Юна, однако заседание кабинета министров было всего лишь формальностью.

### Объявление военного положения
3 декабря 2024 года в 22:22 по корейскому времени президент Южной Кореи Юн Сок Ёль начал зачитывать экстренное обращение к народу, а в 22:27 объявил военное положение. Это первый случай, когда в Южной Корее было объявлено военное положение с 1979 года. В своём выступлении по национальному телевидению Юн обвинил оппозицонеров в «попытке свергнуть свободную демократию» путём импичмента членов его кабинета и блокирования его бюджетных планов. Он также попросил граждан поверить в него и потерпеть «некоторые неудобства», а также заявил, что существует «северокорейский заговор» против правительства Южной Кореи.
Некоторые источники сообщали, что премьер-министр Хан Док Су якобы был отстранён от принятия решения, добавив, что этот шаг, по-видимому, был сделан после прямых контактов между президентом Юном и его министром обороны Ким Ён Хёном. Оба были названы «фракцией Чхунгам», поскольку Ким был старшеклассником Юна в старшей школе Чхунгам в Сеуле. На заседании, которое состоялось незадолго до официального объявления военного положения, большинство из 19 его членов выступили «решительно против» решения, но были проигнорированы Юном.
Согласно информационному агентству «Рёнхап», министр обороны Ким Ён Хён распорядился о встрече с председателем объединённого комитета начальников штабов Ким Мён Су. Юн назначил Пак Ан Су своим командующим военного положения.

В 23:00 по корейскому времени представитель командования военного положения Пак Ан Су издал следующий указ о введении военного положения:
Командование военного положения объявляет следующее с 11 часов вечера 3 декабря 2024 года, чтобы защитить либеральную демократию от антигосударственных сил, действующих в свободной Республике Корея, и их угроз подорвать государство, а также обеспечить общественную безопасность.
1. Любая политическая деятельность, включая деятельность Национального собрания, местных советов, политических партий и политических объединений, митинги и демонстрации, запрещена.
2. Запрещены все действия, которые отрицают свободную демократическую систему или пытаются её свергнуть. Запрещено распространение фейковых новостей, манипулирование общественным мнением и ложная пропаганда.
3. Все средства массовой информации и публикации находятся под контролем командования по вопросам военного положения.
4. Забастовки, остановки работы и митинги, которые провоцируют социальный хаос, запрещены.
5. Врачи-стажеры и весь другой медицинский персонал, объявившие забастовку или покинувшие свои рабочие места, должны вернуться на свои рабочие места в течение 48 часов и добросовестно выполнять свою работу. Нарушители приказа будут наказаны в соответствии с Законом о военном положении.
6. Ни в чём не повинные рядовые граждане, за исключением антигосударственных и других подрывных сил, будут подвергнуты мерам, направленным на сведение к минимуму неудобств в их повседневной жизни.

Нарушители этого указа могут быть арестованы, заключены под стражу и подвергнуты обыску без ордера в соответствии со статьёй 9 Закона о военном положении (Полномочия командующего войсками по особым мерам) и будут наказаны в соответствии со статьёй 14 Закона о военном положении (Штрафы).

— Командующий военным положением генерал армии Пак Ан Су.
После этих заявлений военные вошли в здание Национального собрания, несмотря на попытки помощников «Демократической партии» остановить их. В ответ представители партии применили против них огнетушители и бросили по меньшей мере одну гранату со слезоточивым газом.

### Реакция политических деятелей
Все основные партии, включая правящую «Силу народа», членом которой является президент Юн, выступили против военного положения. Лидер «Силы народа» Хан Дон Хун сказал: «Объявление президентом военного положения неверно. Мы остановим это вместе с народом». Мэр Сеула О Се Хун, который также является членом «Силы народа», заявил, что выступает против заявления Юна. Лидер «Корейской инновационной партии» Чо Гук также назвал объявление военного положения «незаконным» и заявил, что оно является условием для импичмента Юна и министра обороны Ким Ён Хёна. Ли Чжун Сок, лидер «Партии новых реформ», призвал исключить Юна из «Силы народа», в то время как губернатор провинции Кёнгидо Ким Дон Ён призвал к аресту Юна. Корейская конфедерация профсоюзов, крупнейшая профсоюзная организация в стране, призвала к всеобщей забастовке, чтобы отменить введение военного положения и объявить импичмент президенту.
Ли Чжэ Мён, лидер оппозиционной «Демократической партии», призвал граждан собраться в Национальном собрании и заявил, что Юн «больше не является президентом».
Бывший президент Мун Чжэ Ин опубликовал заявление в своих социальных сетях, где обратился к военным как бывший верховный главнокомандующий. Он призвал вооружённые силы уважать волю народа и строго придерживаться конституционных принципов. Мун подчеркнул, что военные не должны действовать против Национального собрания или её членов, особенно следуя неконституционной директиве. Он призвал военных сосредоточиться на своих законных обязанностях, защищая национальную безопасность, не ставя под угрозу демократические институты.
Спикер Национального собрания У Вон Сик призвал всех законодателей собраться в Национальном собрании. Отделение «Демократической партии» в Инчхоне раскритиковало военное положение как начало «эры диктатуры Юна».
Напротив, некоторые консервативные деятели поддержали объявление военного положения. Среди них был бывший премьер-министр Хван Гё Ан, который призвал арестовать спикера Национального собрания У Вон Сика и лидера правящей партии Хан Дон Хуна. Мэр Тэгу Хон Джун Пхё, не заявляя явно о своей позиции, сказал, что понимает действия Юна, описывая их как «устраивание сцены» и безрассудство.

### Отмена военного положения
4 декабря 2024 года в 00:48 началось чрезвычайное заседание парламента, а уже в 01:00 по корейскому времени 190 законодателей, присутствовавших в Национальном собрании, единогласно проголосовали за отмену военного положения. Согласно статье 77 Конституции Республики Корея, президент должен выполнить решение Национального собрания об отмене военного положения.
После голосования военные, находившиеся у Национального собрания, были замечены уходящими. В то же время протестующие у парламента начали призывать к аресту президента Юна. Ли Чжэ Мён сказал, что объявление военного положения было сделано без одобрения Кабинета министров и что сотрудники сил безопасности, которые продолжали следовать приказам Юна о военном положении, совершают «незаконный акт». BBC сообщило, что военные заявили о сохранении военного положения в силе до тех пор, пока его не отменит президент.
После того, как парламент проголосовал за отмену военного положения, президент Юн, по словам командира спецназа, вошёл в ситуационный зал военного положения и сделал строгий выговор военному руководству за провал в блокировании Национального собрания, сказав министру обороны Ким Ён Хёну: «Я говорил вам арестовать членов Национального собрания, но вы даже этого не смогли сделать… будем вводить второе военное положение». Затем он провёл получасовое совещание с военными в комнате под названием «Комната поддержки принятия решений», в которую приносили устав Национального собрания. Около 2:30 ночи премьер-министр Хан Док Су предложил президенту Юну отменить военное положение, подчинившись решению парламента.
Во время телевизионного брифинга в 4:27 утра Юн объявил, что отменит военное положение, как только будет собран кворум для проведения заседания Кабинета министров, и что он отозвал военнослужащих из Национального собрания. Примерно в 4:30 утра Кабинет министров, после двухминутного заседания, одобрил предложение об отмене военного положения. Командование по введению военного положения также было расформировано.

## Процедура импичмента

### Первая попытка
| Выбор                                             | Голосов                         | Партийная разбивка |
| ------------------------------------------------- | ------------------------------- | --- |
| За                                                | 195 из 300 Голоса не подсчитаны | • Демократическая партия (170) • Корейская инновационная партия (12) • Сила народа (3) • Прогрессивная партия (3) • Партия новых реформ (3) • Независимые (2) • Партия базового дохода (1) • Социал-демократическая партия (1) |
| Против                                            |                                 | |
| Воздержавшиеся                                    |                                 | |
| Недействительные голоса                           |                                 | |
| Не голосовали                                     | 105 из 300                      | • Сила народа (105) |
| Подсчёт голосов отменён из-за отсутствия кворума. |                                 | |

Все шесть оппозиционных партий — «Демократическая партия», «Корейская инновационная партия», «Партия новых реформ», «Прогрессивная партия», «Партия базового дохода» и «Социал-демократическая партия» — представили законопроект об импичменте президенту Юну на пленарном заседании Национального собрания 4 декабря. Голосование было назначено на 19:00 7 декабря.
После чрезвычайного заседания правящей партии «Сила народа» её лидер Хан Дон Хун первоначально объявил о единодушном несогласии партии с попытками импичмента. Однако 6 декабря Хан сообщил, что партия получила доказательства, указывающие на то, что Юн приказал Ё Ин Хёну, командующему военной контрразведкой, арестовать ключевых политиков страны, включая самого Хана, по «антигосударственным обвинениям» во время военного положения и содержать их в Квачхоне. Это побудило Хан Дон Хуна призвать Юна «как можно скорее приостановить свои обязанности» и предупредить, что граждане могут оказаться в «большой опасности», если Юн останется на своём посту.
Если все оппозиционные парламентарии проголосуют за это предложение, то для достижения порога, необходимого для начала судебного разбирательства в Конституционном суде, потребуется всего 8 голосов от «Силы народа». Руководство правящей партии публично объявило о своём несогласии с продолжением президентства Юна, но отказались голосовать за импичмент.
Пленарное заседание по импичменту президенту открылось в 17:00 7 декабря. Все депутаты от правящей «Силы народа», кроме Ан Чхоль Су, покинули зал заседаний. Ким Йе Джи и двое других законодателей покинувших зал, позже вернулись. Ким Сан Ук вернулся, чтобы проголосовать, однако голосовал против импичмента. Протестующие попытались заблокировать выходы из зала заседаний Национального собрания, когда законодатели от «Силы народа» уходили, называя их «трусами» и призывая проголосовать. Депутат от «Корейской инновационной партии» Ким Джун Хён сказал, что, по его мнению, голосование продлится не позднее чем до 00:00 8 декабря, при том что крайний срок для голосования — 00:48. В 21:20 спикер парламента У Вон Сик отклонил голосование из-за отсутствия кворума — проголосовали 195 депутатов, при необходимом минимуме в 200 парламентариев.

### Вторая попытка
| Выбор                        | Голосов    | Партийная разбивка |
| ---------------------------- | ---------- | --- |
| За                           | 204 из 300 | • Демократическая партия (170) • Сила народа (12) • Корейская инновационная партия (12) • Прогрессивная партия (3) • Партия новых реформ (3) • Независимые (2) • Партия базового дохода (1) • Социал-демократическая партия (1) |
| Против                       | 85 из 300  | • Сила народа (85) |
| Воздержавшиеся               | 3 из 300   | • Сила народа (3) |
| Недействительные голоса      | 8 из 300   | • Сила народа (8) |
| Не голосовали                | 0 из 300   | |
| Импичмент Юн Сок Ёлю принят. |            | |

Второе голосование парламентариев по предложению об импичменте президенту было намечено на 14 декабря. 12 декабря «Демократическая партия» внесла новое ходатайство об импичменте президента. Партия представит предложение на пленарном заседании 13 декабря, а на следующий день в 17:00 поставит его на голосование. К этому моменту 7 депутатов от правящей «Силы народа» заявили, что будут голосовать за импичмент, а лидер «Силы народа» Хан Дон Хун поддержал импичмент после телеобращения президента Юна, в котором последний оправдывал введение военного положения и отказался уходить в отставку.
13 декабря оппозиция официально представила в Национальном собрании второе ходатайство об импичменте президенту Юн Сок Ёлю. Планировалось как и в прошлый раз в 17:00 14 декабря поставить вопрос на голосование, однако спикер парламента У Вон Сик перенёс начало на 16:00. В новое ходатайство было добавлено утверждение о том, что войска военного положения и полиция под руководством президента пытались арестовать законодателей, а обвинения против первой леди Ким Кон Хи наоборот были исключены.
14 декабря перед голосованием по импичменту, правящая партия «Сила народа» продолжала многочасовое собрание для выработки позиции. В результате было решено выступить против импичмента Юна, но не бойкотировать голосование. После 16:00, в присутствии только шести членов «Силы народа», спикер У Вон Сик объявил о начале голосования. Около 16:50 спикер У объявил, что все 300 членов Национального собрания проголосовали и начался подсчёт голосов. Во время подсчёта голосов сотни тысяч протестующих пели «Марш за наших любимых», гимн в память о погибших во время восстания в Кванджу, и песню «Into the New World» группы Girls' Generation, которая использовалась во время импичмента Пак Кын Хе. В 17:00 спикер У огласил результаты, что большинством в 204 из 300 законодателей Национальное собрание проголосовало за импичмент.

## Протесты

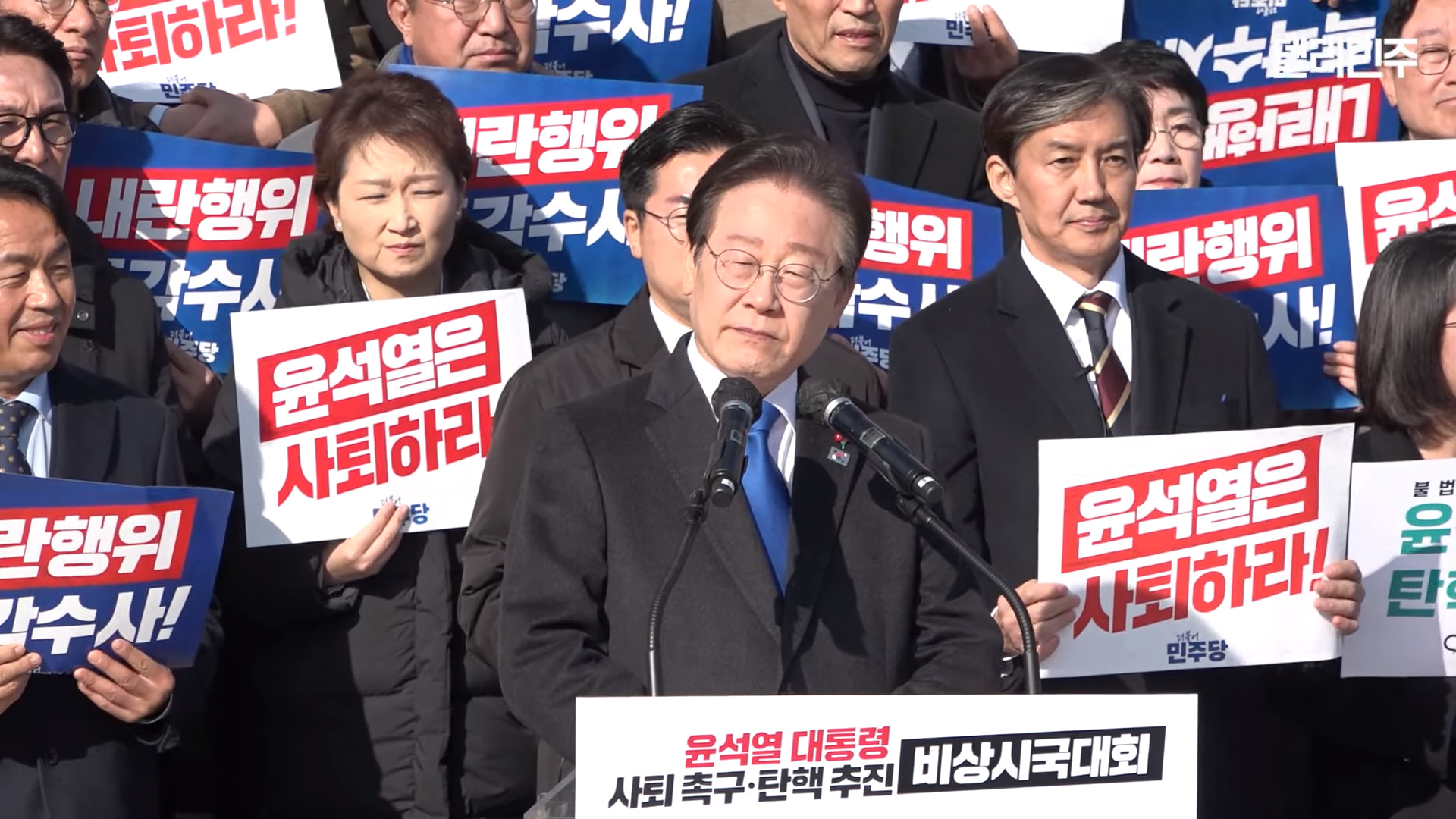
Ли Чжэ Мён на экстренном митинге, состоявшемся у Национального собрания 4 декабря.

Протесты продолжались у Национального собрания и на площади Кванхвамун, с митингами со свечами и связанными с ними мероприятиями, проходившими в городах по всей стране.
7 декабря, в день голосования за импичмент президенту Юну, перед Национальным собранием собрались от 150 тысяч до 1 миллиона протестующих, которые требовали от парламентариев голосовать за импичмент. Главная дорога, ведущая от южного конца моста Соган через реку Хан мимо здания Собрания, была закрыта для движения.
9 декабря около 30 тысяч человек возле парламента приняли участие в протестной акции со свечами против Юн Сок Ёля и правящей партии. Также в местные офисы правящей «Силы народа» и её законодателей по всей стране были доставлены траурные венки с посланиями, призывающими «уничтожить власть мятежников» и «объявить импичмент Юн Сок Ёлю». Кроме того, телефоны парламентариев от «Силы народа», не присутствовавших на голосовании по импичменту Юна, подверглись «бомбардировке» десятками тысяч текстовых сообщений.
13 декабря гражданские группы организовали акцию со свечами перед зданием Национального собрания Сеула, в то время как в других частях страны собрались более мелкие группы, чтобы продолжить демонстрации, требуя отстранения Юна от должности.
14 декабря сотни тысяч протестующих собрались перед Национальным собранием в ожидании результатов голосования по импичменту президенту Юну. Протесты против военного положения были также организованы в Кванджу.